# Galerie du Théâtre-Français
La galerie du Théâtre-Français est une voie du 1er arrondissement de Paris, en France.

## Situation et accès
La galerie du Théâtre-Français est une voie  située dans le 1er arrondissement de Paris. Elle débute  galerie de Chartres et se termine  rue de Richelieu.
Elle borde la salle Richelieu, qui accueille la Comédie-Française.

## Origine du nom
Elle porte ce nom car elle est contiguë au Théâtre-Français.

## Historique
Cette voie privée fait partie du Palais-Royal.

## Sculptures et plaques

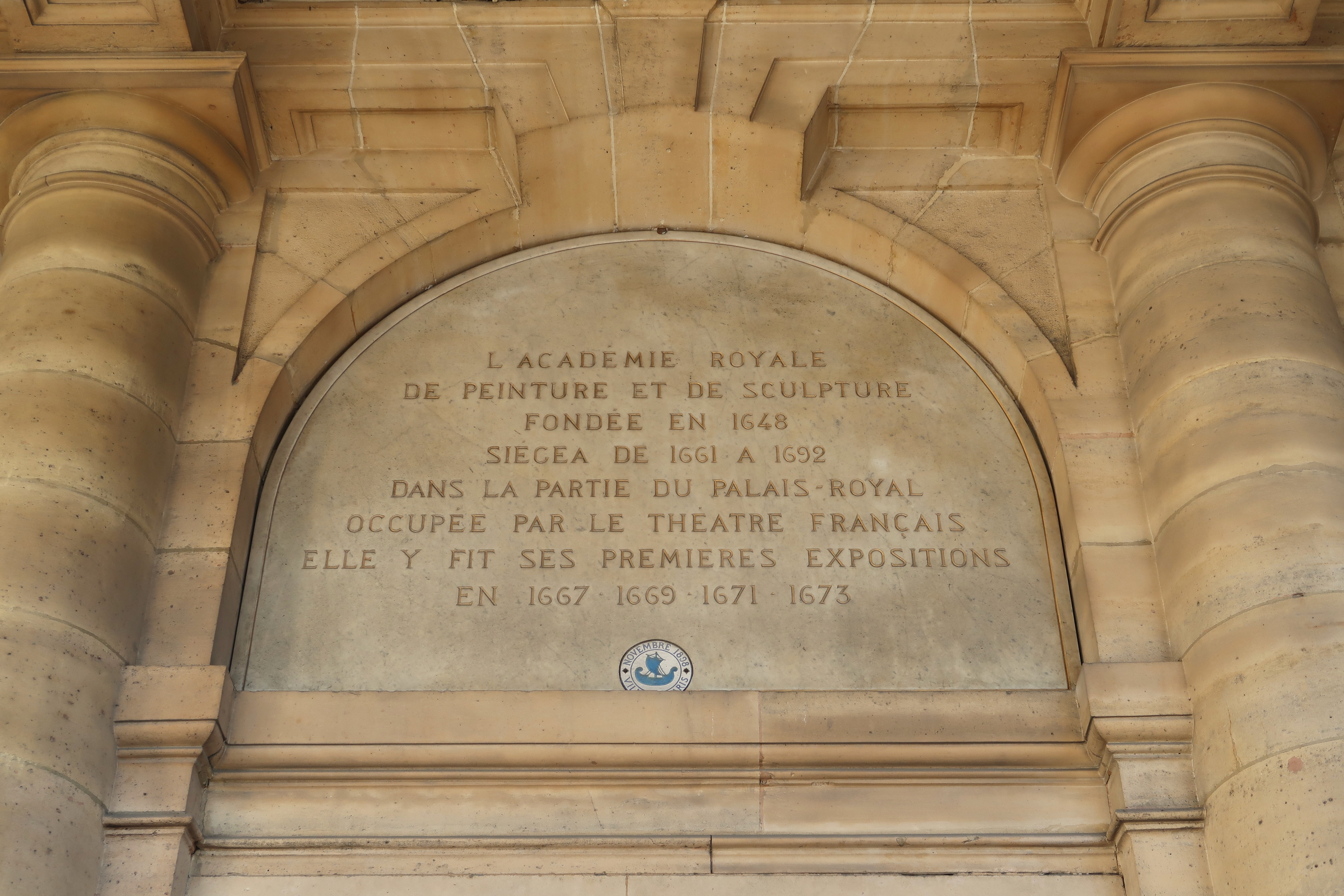
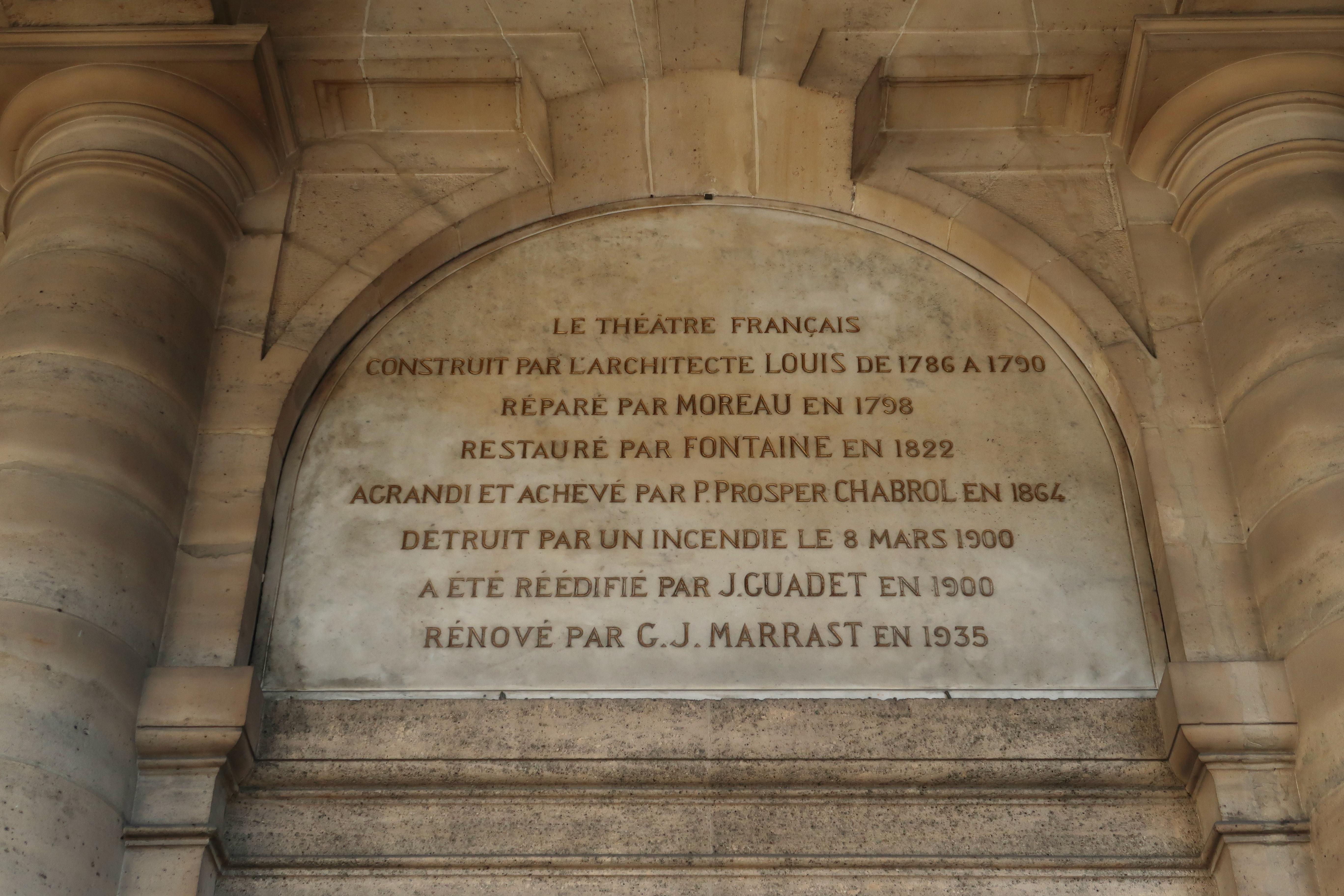
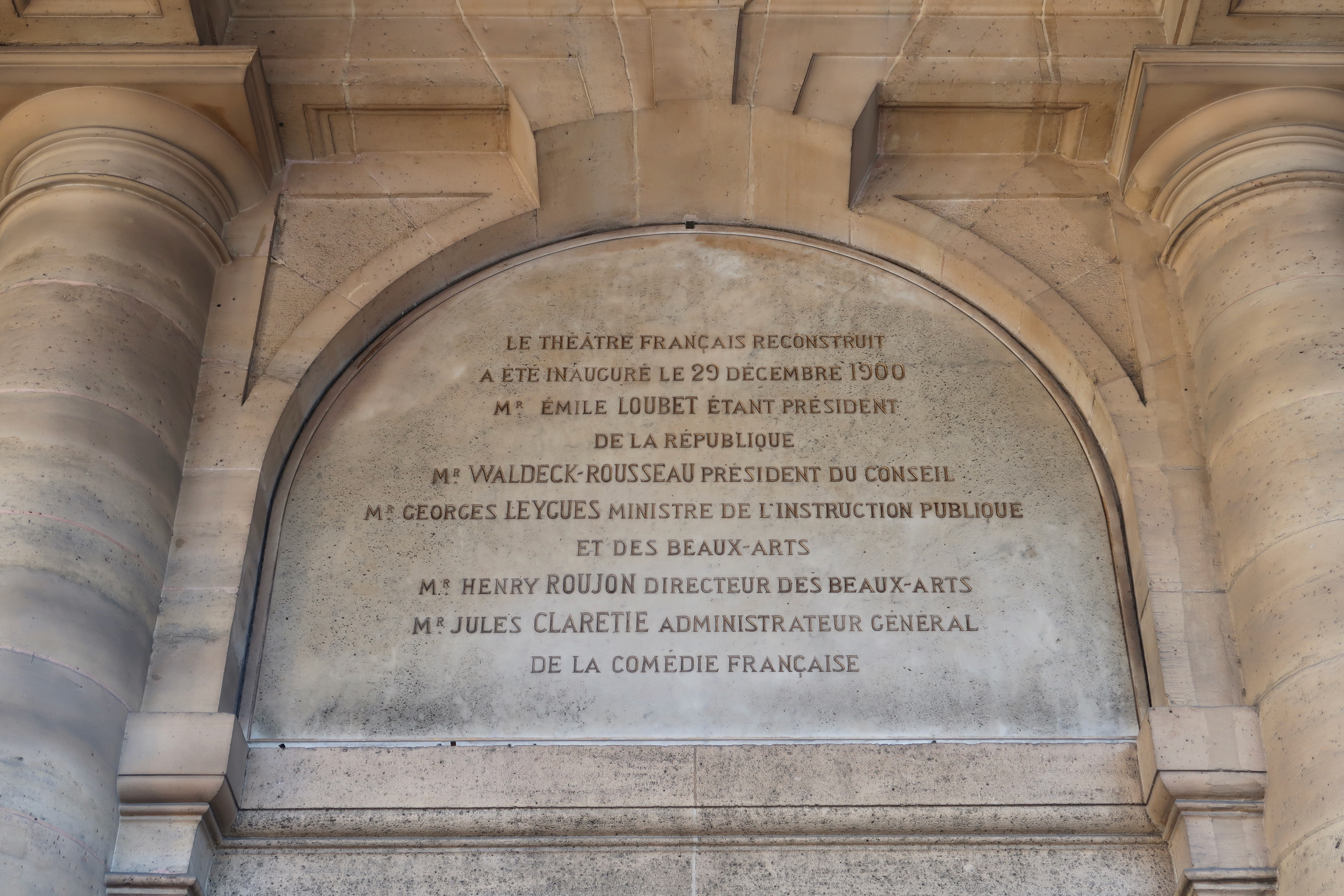
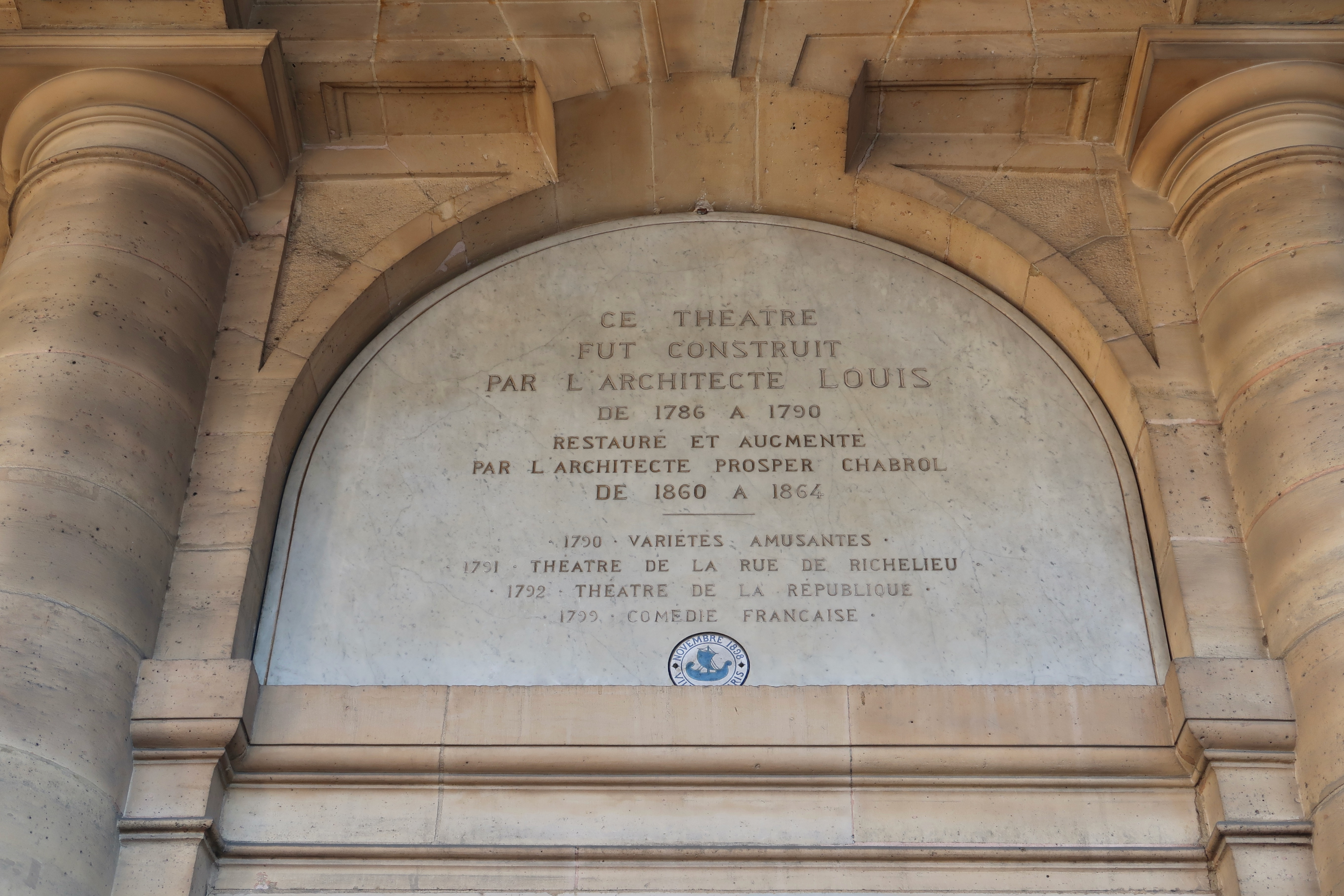

Les médaillons des quatre dramaturges ont été réalisés par Denys Puech en 1909.

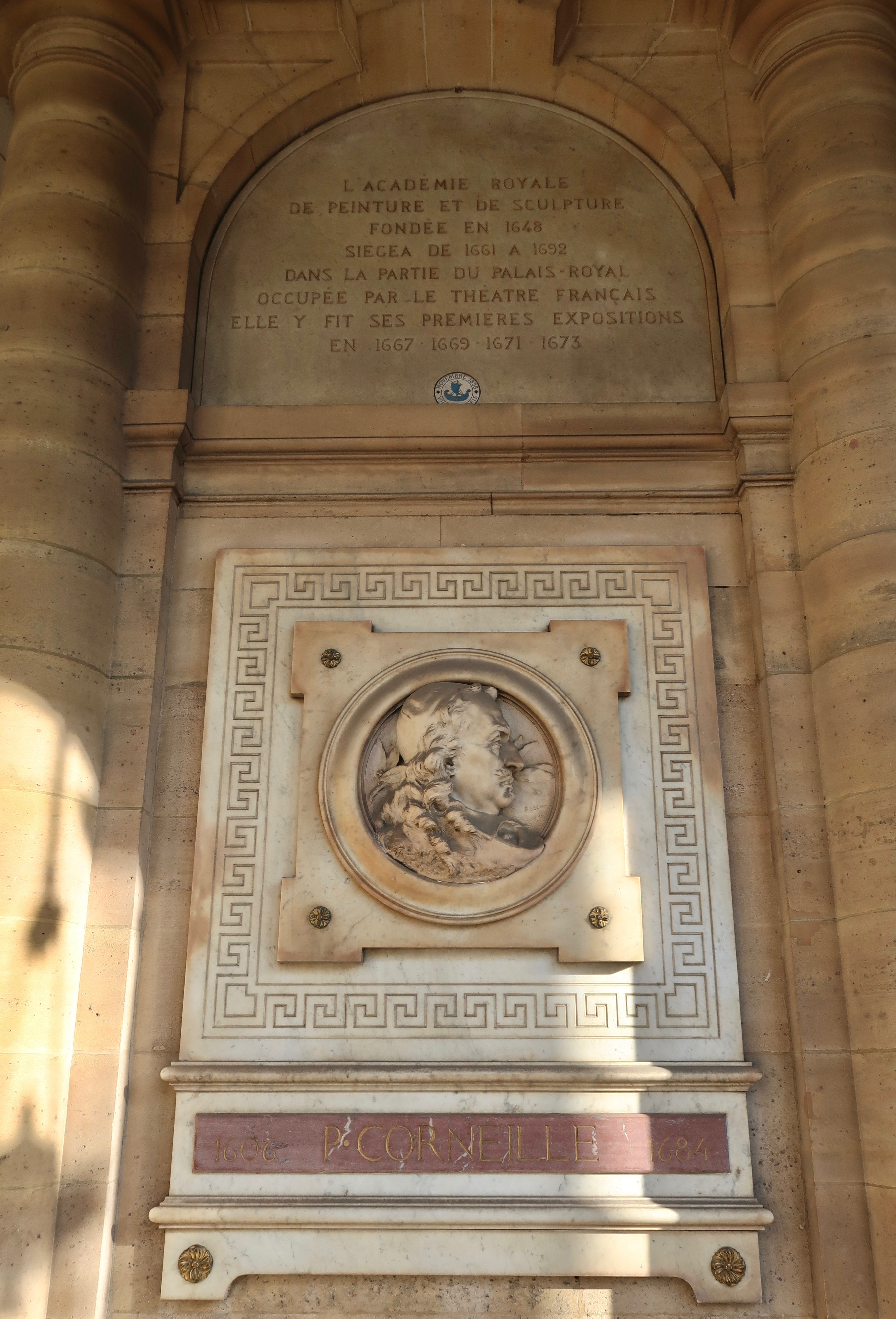
Pierre Corneille.
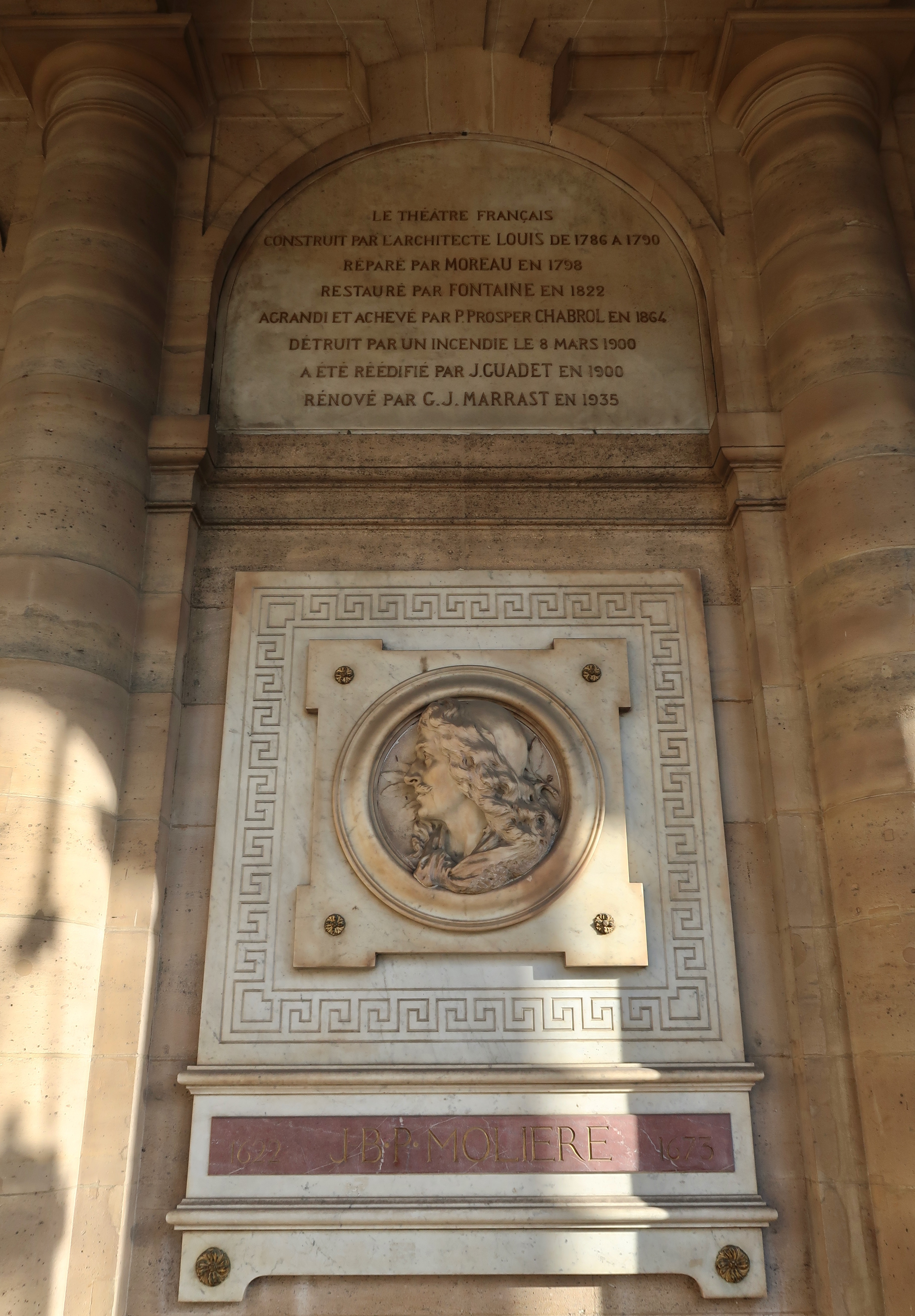
Molière.
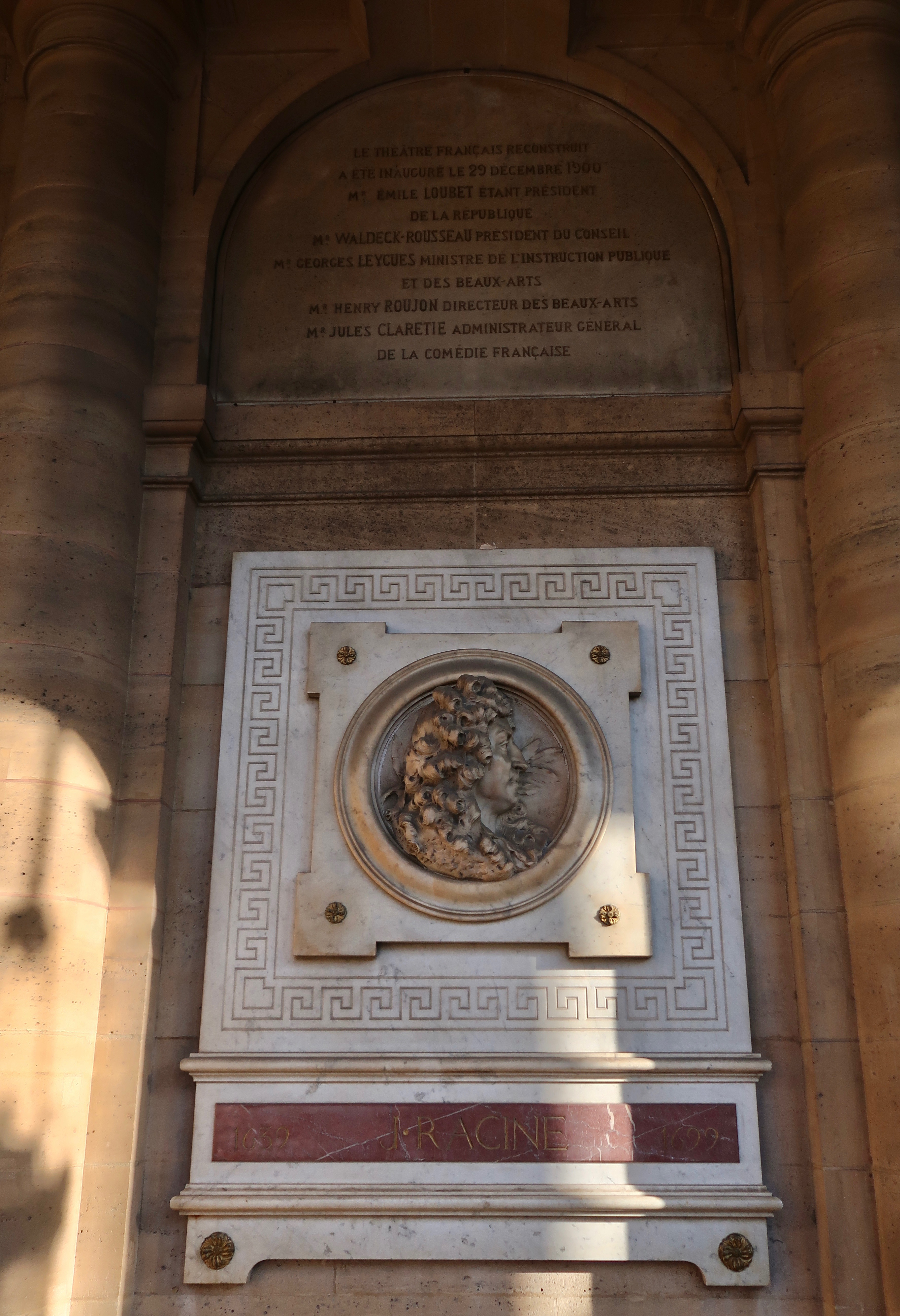
Jean Racine.
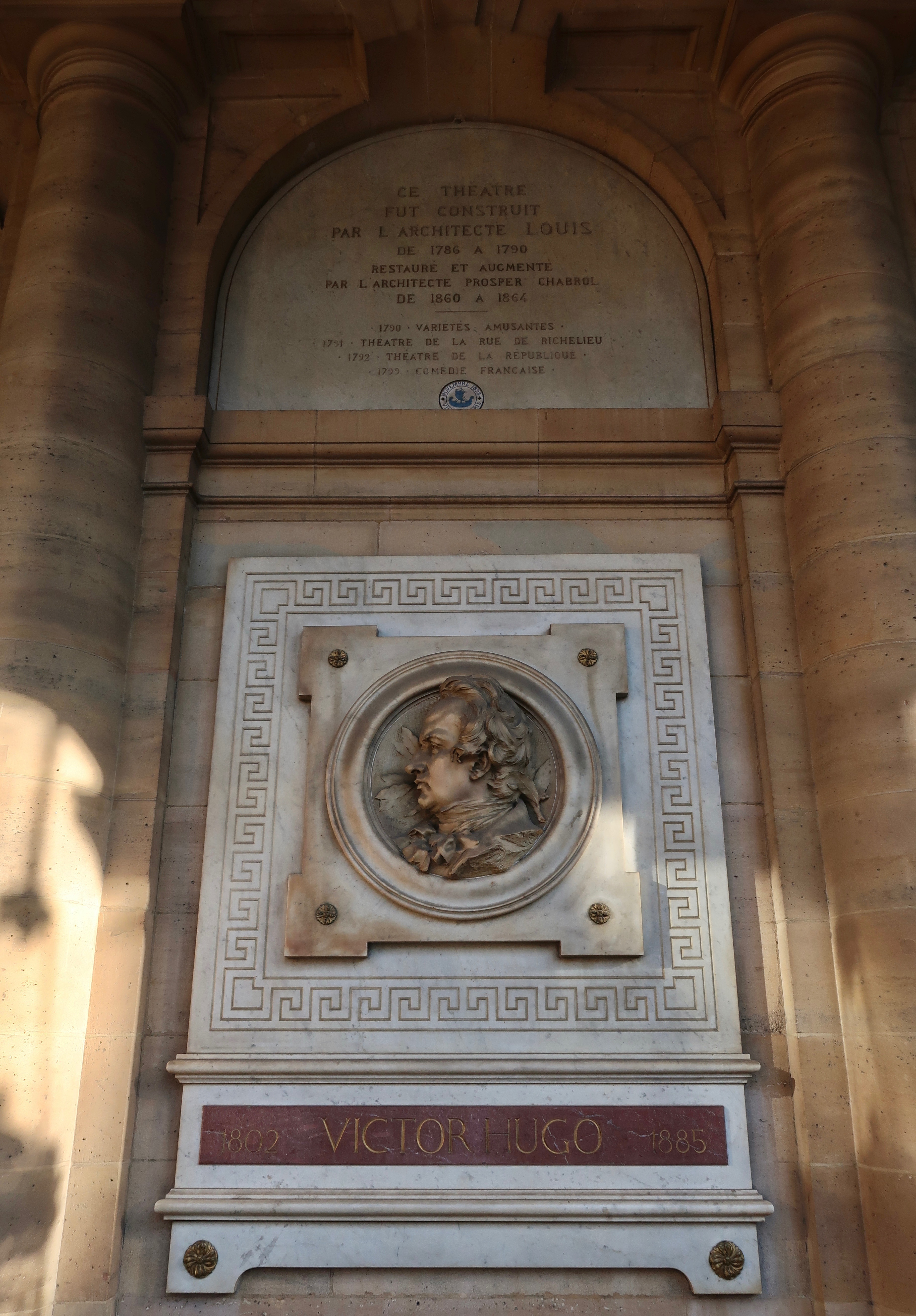
Victor Hugo.